# Konrad Plautz

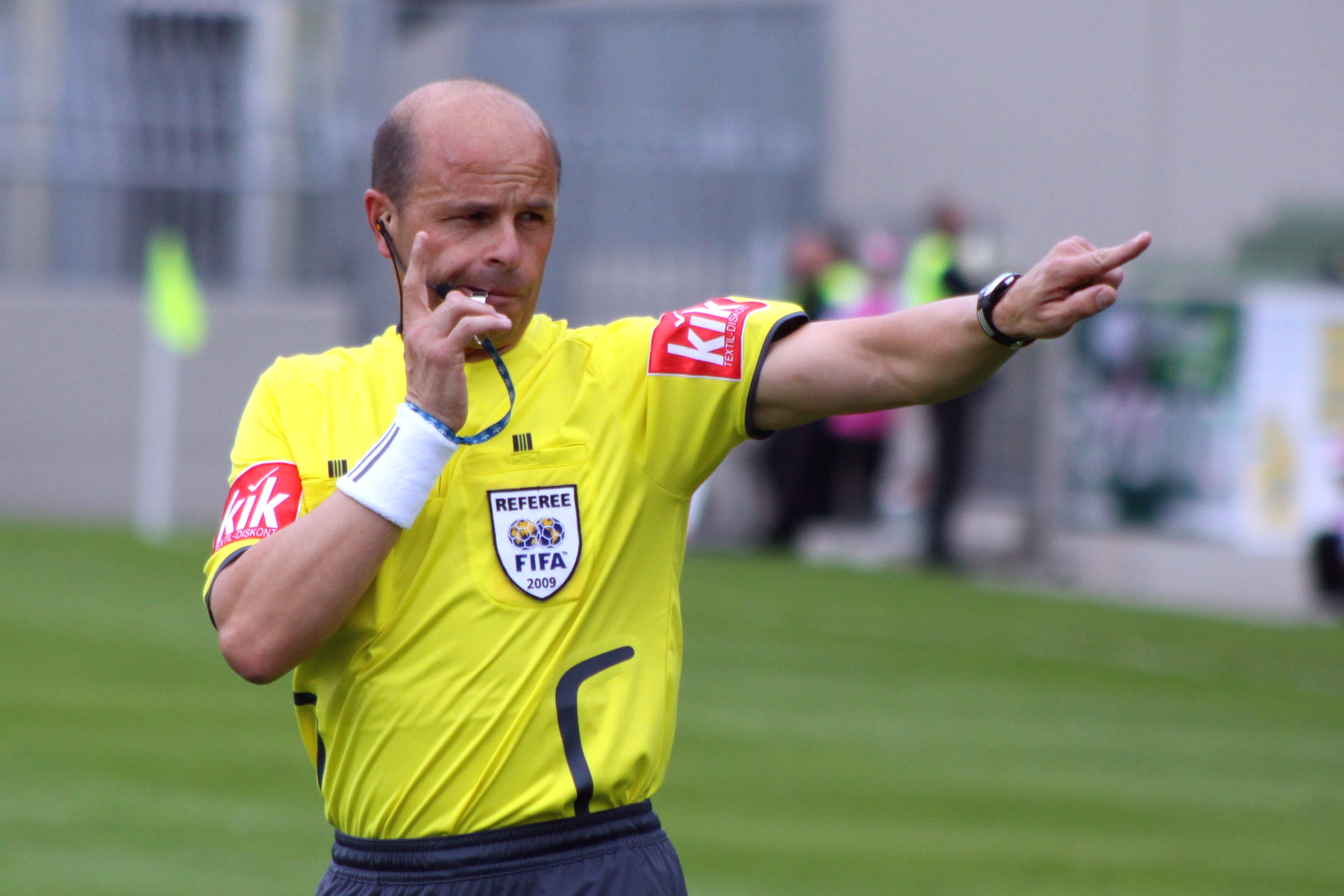
Konrad Plautz

Konrad Plautz (Navis, 16 oktober 1964) is een Oostenrijks voetbalscheidsrechter. Hij debuteerde in de Oostenrijkse Bundesliga in 1992. Vier jaar later volgde zijn debuut als internationale arbiter.
Plautz was een van de twaalf scheidsrechters op Euro 2008. Tegen de kwartfinales mocht hij, en drie andere scheidsrechters, van de UEFA naar huis.
Plautz floot in het Champions League-seizoen 2007-2008. Zijn laatste wedstrijd in de Champions League was de eerste halve finale tussen Chelsea en Liverpool.

## Interlands
| Datum      | Plaats          | Wedstrijd                  | Uitslag | Competitie        | Kreeg geel | Kreeg voor de tweede keer geel en dus rood | Weggestuurd |
| ---------- | --------------- | -------------------------- | ------- | ----------------- | ---------- | ------------------------------------------ | ----------- |
| 05-06-1998 | Helsinki        | Finland – Frankrijk        | 0 – 1   | Vriendschappelijk | 1          | 0                                          | 0           |
| 27-03-1999 | Istanboel       | Turkije – Moldavië         | 2 – 0   | EK-kwalificatie   | 2          | 0                                          | 1           |
| 07-06-2000 | Freiburg        | Duitsland – Liechtenstein  | 8 – 2   | Vriendschappelijk | 3          | 0                                          | 0           |
| 25-04-2001 | Belgrado        | Joegoslavië – Rusland      | 0 – 1   | WK-kwalificatie   | 4          | 0                                          | 0           |
| 05-09-2001 | Minsk           | Wit-Rusland – Polen        | 4 – 1   | WK-kwalificatie   | 4          | 0                                          | 0           |
| 15-05-2002 | Sankt Gallen    | Zwitserland – Canada       | 1 – 3   | Vriendschappelijk | 3          | 0                                          | 0           |
| 07-09-2002 | Helsinki        | Finland – Wales            | 0 – 2   | EK-kwalificatie   | 6          | 0                                          | 0           |
| 02-04-2003 | Helsinki        | Estland – Bulgarije        | 0 – 0   | EK-kwalificatie   | 4          | 0                                          | 0           |
| 20-08-2003 | Ankara          | Turkije – Moldavië         | 2 – 0   | Vriendschappelijk | 1          | 0                                          | 0           |
| 11-10-2003 | Moskou          | Rusland – Georgië          | 3 – 1   | EK-kwalificatie   | 3          | 0                                          | 0           |
| 04-09-2004 | Craiova         | Roemenië – Macedonië       | 2 – 1   | WK-kwalificatie   | 4          | 0                                          | 1           |
| 26-03-2005 | Istanboel       | Turkije – Albanië          | 2 – 0   | WK-kwalificatie   | 2          | 0                                          | 0           |
| 08-06-2005 | Mönchengladbach | Duitsland – Rusland        | 2 – 2   | Vriendschappelijk | 3          | 0                                          | 0           |
| 07-09-2005 | Riga            | Letland – Slowakije        | 1 – 1   | WK-kwalificatie   | 3          | 0                                          | 0           |
| 12-10-2005 | Minsk           | Wit-Rusland – Noorwegen    | 0 – 1   | WK-kwalificatie   | 2          | 0                                          | 0           |
| 27-05-2006 | Rotterdam       | Nederland – Kameroen       | 1 – 0   | Vriendschappelijk | 5          | 0                                          | 1           |
| 03-06-2006 | Manchester      | Engeland – Jamaica         | 6 – 0   | Vriendschappelijk | 2          | 0                                          | 0           |
| 06-09-2006 | Helsinki        | Finland – Portugal         | 1 – 1   | EK-kwalificatie   | 4          | 1                                          | 0           |
| 07-10-2006 | Kopenhagen      | Denemarken – Noord-Ierland | 0 – 0   | EK-kwalificatie   | 4          | 0                                          | 0           |
| 24-03-2007 | Zagreb          | Kroatië – Macedonië        | 2 – 1   | EK-kwalificatie   | 3          | 1                                          | 0           |
| 12-09-2007 | Parijs          | Frankrijk – Schotland      | 0 – 1   | EK-kwalificatie   | 4          | 0                                          | 0           |
| 17-11-2007 | Sofia           | Bulgarije – Roemenië       | 1 – 0   | EK-kwalificatie   | 3          | 0                                          | 0           |
| 10-06-2008 | Innsbruck       | Spanje – Rusland           | 4 – 1   | EK-eindronde      | 0          | 0                                          | 0           |
| 15-06-2008 | Bazel           | Zwitserland – Portugal     | 2 – 0   | EK-eindronde      | 8          | 0                                          | 0           |
| 15-10-2008 | Oslo            | Noorwegen – Nederland      | 0 – 1   | WK-kwalificatie   | 2          | 0                                          | 0           |
| 10-06-2009 | Helsinki        | Finland – Rusland          | 0 – 3   | WK-kwalificatie   | 3          | 0                                          | 0           |
| 05-09-2009 | Zagreb          | Kroatië – Wit-Rusland      | 1 – 0   | WK-kwalificatie   | 7          | 1                                          | 0           |
| 14-10-2009 | Zenica          | Bosnië en Her. – Spanje    | 2 – 5   | WK-kwalificatie   | 1          | 0                                          | 0           |